# Kategoria e Pare
La Kategoria e Pare és el segon nivell futbolístic a Albània. En principi, rebia el nom de Kategoria e Dyte i Kategorie A2, atès que la denominació actual es referia al primer nivell, fins a la creació de la Kategoria Superiore. Des de la temporada 07/08 està formada per 18 equips.
Fundada el 1930, la lliga està formada per 12 equips. Els dos primers equips aconsegueixen l'ascens directe a la Kategoria Superiore, mentre que els equips classificats del 3r al 6è entren en un torneig de play-offs.
El guanyador s'enfronta a l'equip 8è classificat de la Kategoria Superiore en un partit de play-off d'ascens. A l'altre extrem de la taula, els dos últims equips descendeixen a Kategoria e Dytë, mentre que els equips que acabin 9è i 10è han de competir en un play-off de descens per conservar el seu lloc a la lliga.

## Equips
| Equip               | Ciutat      | Estadi                  |
| ------------------- | ----------- | ----------------------- |
| KS Ada              | Velipojë    | Stadiumi ???            |
| KF Bilisht-Sport    | Bilisht     | Stadiumi ???            |
| KS Burreli          | Burrel      | ??? Stadium             |
| KS Dajti            | Kamëz       | Fusha Sportive Kamëz    |
| KF Erzeni           | Shijak      | Stadiumi Tefik Jashari  |
| KS Besëlidhja Lezhë | Gramsh      | ???                     |
| KS Gramozi Ersekë   | Ersekë      | Stadiumi Gramozi Ersekë |
| KF Laçi             | Laç         | ???                     |
| KS Luftëtari        | Gjirokastër | ???                     |
| KS Lushnja          | Lushnje     | Stadiumi "Roza Haxhiu"  |
| KS Kastrioti        | Krujë       | Stadiumi Kastrioti      |
| KF Naftëtari        | Kuçovë      | ???                     |
| KS Pogradeci        | Pogradec    | ???                     |
| KS Skënderbeu       | Korce       | Stadiumi Skënderbeu     |
| KF Skrapari         | Skrapar     | Stadiumi ???            |
| KS Sopoti           | Librazhd    | ???                     |
| KS Tomori           | Berat       | Stadiumi Tomori         |
| KS Turbina          | Cërrik      | Stadiumi ???            |